# 恩佐·梅内戈蒂
恩佐·梅内戈蒂（義大利語：Enzo Menegotti，1925年7月13日—1999年2月24日），意大利前男子足球运动员，场上位置是中场。他曾入选1948年夏季奥运会意大利男子足球队，但并未上场参赛。